# Miriam Ochoa
Liliana Rodríguez Ochoa (Caracas; 20 de mayo de 1954), conocida como Miriam Ochoa es una actriz, animadora y cantante venezolana.

## Trayectoria Profesional
El inicio de su carrera artística se originó como coanimadora y compañera en escenario del presentador de televisión Amador Bendayán, en el programa de televisión de variedades y entretenimiento, Sábado Sensacional de la televisora venezolana Venevisión.
Posteriormente, Miriam Ochoa se hizo actriz y destacó en el género de las telenovelas y más tarde en el teatro. Comenzó como actriz en la exitosa telenovela de Venevisión, Rafaela, la cual le abrió camino para participar en numerosos espacios dramáticos venezolanos durante varios años. 
La faceta menos conocida de su carrera es el canto. En 1981, Miriam Ochoa firmó contrato con la empresa venezolana Discos Top Hits con la cual grabó su primer disco titulado "Yo Quisiera Que No Me Quiera" el cual incluía lo que se convertiría en su mayor éxito musical "Amiga Mía". Otros temas que también llegaron a los primeros puestos de las carteleras en Venezuela fueron "Amantes" y "Yo Quiero Que No Me Quieras". A este álbum siguió, en 1982, el que sería su segundo y último disco, titulado "Amándote". Después, dejaría la locución, para dedicarse a la actuación.
Entre muchos papeles protagónicos, Miriam Ochoa es reconocida por su papel estelar interpretando a una madrastra en la telenovela de fama internacional Las amazonas realizada 1985 por Venevisión, protagonizada por Hilda Carrero y Eduardo Serrano. 
Al inicio de la década de los noventa, Miriam Ochoa se estableció en los Estados Unidos lo que la convirtió en una de las primeras actrices de primera línea de Venezuela en salir de su país para trabajar en telenovelas de producción y realización internacional. Su intervención más importante fue el papel de Olivia Mendoza de Robinson, en la telenovela estadounidense Guadalupe, producida para la cadena televisiva estadounidense en español Telemundo, con la colaboración de Televisión Española. Durante esa misma etapa, Ochoa destacó en el medio radial con el programa La Diferencia . 
De vuelta a su país, interpretó en televisión el papel de Emma Marthan de Aristiguieta en la telenovela Negra consentida, una producción de la desaparecida televisora venezolana Radio Caracas Televisión.

### Televisión
| Año       | Teleserie                 | Personaje                        | Televisora |
| --------- | ------------------------- | -------------------------------- | ---------- |
| 2007-2008 | El gato tuerto            | Martha Vallealto                 | Televen    |
| 2004-2005 | Negra consentida          | Emma Marthan de Aristiguieta     | RCTV       |
| 2001      | Felina                    | Estefanía                        | Venevisión |
| 2000      | Hechizo de amor           | Amalia de Covarrubias            | Venevisión |
| 1999      | Cuando hay pasión         | Bertha Betancourt                | Venevisión |
| 1993-1994 | Guadalupe                 | Olivia Mendoza Viuda de Robinson | Telemundo  |
| 1990      | Carmen querida            | Melania Ramos                    | RCTV       |
| 1990-1991 | Caribe                    | Margot de Bustamante             | RCTV       |
| 1989      | Alondra                   | Julieta                          | RCTV       |
| 1986-1987 | Esa muchacha de ojos café | Belén Leirado                    | Venevisión |
| 1985      | Las amazonas              | Elvira Margarita de Lizárraga    | Venevisión |
| 1984      | Julia                     | Julia Rincón / Daniela Rincón    | Venevisión |
| 1981      | Ligia Sandoval            | Lissette                         | Venevisión |
| 1981      | Andreína                  | Belinda                          | Venevisión |
| 1980      | Buenos días, Isabel       | Fernanda                         | Venevisión |
| 1979-1980 | Emilia                    | Nereida Palacios                 | Venevisión |
| 1977-1978 | Rafaela                   | Arelys                           | Venevisión |